# Christoph de Babalon
Christoph de Babalon (* als Jan-Christoph Wolter in Hamburg) ist ein deutscher Musiker, DJ und Labelbetreiber. Seine elektronisch produzierte Musik lässt sich überwiegend den Genres Drum and Bass, Dark Ambient und Breakcore zuordnen.

## Leben
Jan-Christoph Wolter wurde in Hamburg geboren und wuchs dort auch auf. In den 1990er Jahren war er Sänger in einer jugendlichen Noise-Rock-Band. Zu seinen frühen Einflüssen zählte er Metal, Rock und Hip-Hop-Bands wie Public Enemy und die Beastie Boys. Später begeisterte er sich für die frühen Veröffentlichungen des Earache-Labels wie Napalm Death und Godflesh. Insbesondere letztere inspirierten ihn, sich verstärkt mit elektronischer Musik auseinanderzusetzen. Er kaufte sich einen Amiga und begann bald mit der Produktion eigener Musik.
1994 erschien mit der Love Under Will EP seine erste Veröffentlichung als Christoph de Babalon auf Fischkopf Hamburg. Das darauf enthaltene Stück I Own Death wurde vom britischen Radiomoderator John Peel in dessen Show gespielt und landete in Peels Jahreshitliste, wodurch de Babalon einem größeren Hörerkreis bekannt wurde. Im gleichen Jahr gründete de Babalon gemeinsam mit Martin Kränzel in Hamburg sein eigenes Label Cross Fade Enter Tainment (CFET). Kränzel verließ das das Label 1996; dafür stieg Paul Snowden ein.
Nachdem de Babalon Alec Empire kennengelernt hatte, veröffentlichte er ab 1996 auf Empires Label Digital Hardcore Recordings. Dort erschien sein Album If You're Into It, I'm Out Of It sowie die EPs Destroy Berlin! und Seven Up. 1997 entstand eine Split-7"-Single mit Tocotronic, die auf L’age d’or veröffentlicht wurde.
Ab der Jahrtausendwende erschienen für einige Jahre keine eigenen Solo-Veröffentlichungen mehr. De Babalon war nach Berlin gezogen und produzierte in dieser Zeit vor allem Musik für das Theater. 2001 trat er bei Radioheads Amnesiac-Tour als Live Act im Vorprogramm auf, was de Babalon rückblickend als „surreal“ bezeichnete und was ihn wegen schlecht verhandelter Vertragskonditionen auch noch Geld kostete. Gemeinsam mit dem Gitarristen Christian Haudej produzierte er ab dem Jahr 2003 unter dem Projektnamen Übergang neue Musik, trat mit dem Projekt mehrfach auf und veröffentlichte die EP Fear Leader auf Low Res Records. Aufgrund unterschiedlicher Vorstellungen über die weitere Ausrichtung löste sich das Projekt 2006 auf.
Danach begann de Babalon mit der Produktion neuer Musikstücke, wobei er von Alexandra von Bolz'n und Hanayo unterstützt wurde. 2008 veröffentlichte er das Ergebnis dieser Arbeit, das Konzeptalbum Scylla & Charybdis, auf seinem wiederbelebten Label Cross Fade Enter Tainment. Neben dem regulären Release entstand auch eine Collectors Box mit 20 „Miniaturen“ auf einer CD sowie einem Mixtape und weiterem Merchandising.
Ab dem Jahr 2010 erschienen weitere EPs und Alben auf verschiedenen Labels. Zwischenzeitlich veröffentlichte de Babalon drei Compilation-Alben mit dem Titel The Haunting Past of Christoph de Babalon, Vol. I–III mit Stücken aus seiner frühen Schaffensphase ab 1993, die teilweise zuvor unveröffentlicht waren.
Im Januar 2018 wurde If You're Into It, I'm Out Of It remastered in drei verschiedenfarbigen Vinyl-Versionen sowie als Download wiederveröffentlicht. Ebenfalls 2018 erschien das Compilation-Album Exquisite Angst mit Frühwerken aus den Jahren 1993 bis 1998.

## Diskografie (Auswahl)
Alben
- 1995: File Already Exists. Continue (Y/N)? (Cross Fade Enter Tainment)
- 1997: If You're Into It, I'm Out Of It (Digital Hardcore Recordings)
- 2008: Scylla & Charybdis (Cross Fade Enter Tainment)
- 2012: A Bond With Sorrow (Tigerbeat6)
- 2015: Short Eternities (Love Love Records)
- 2017: Live At Dance Affliction (Dance Affliction)
- 2018: TEYAS (mit WIDT; Bocian Records)
- 2020: Recurring Horrors (A Colourful Storm)
- 2023: Vale (VAKNAR)

Compilations
- 2014: The Haunting Past of Christoph de Babalon, Vol. I (Self-released)
- 2017: The Haunting Past of Christoph de Babalon, Vol. II (Self-released)
- 2017: The Haunting Past of Christoph de Babalon, Vol. III (Self-released)
- 2018: Exquisite Angst (A Colourful Storm)

Singles und EPs
- 1994: Love Under Will EP (Fischkopf Hamburg)
- 1995: We Declare War (mit Paul Snowden; Cross Fade Enter Tainment)
- 1996: Destroy Berlin! (Digital Hardcore Recordings)
- 1997: Seven Up (Digital Hardcore Recordings)
- 1997: Split (mit Tocotronic; L’age d’or)
- 1998: In A Bad Mood (Ghetto Safari)
- 1999: Rise Above This (Zhark International)
- 2000: Split (mit Kid 606; FatCat Records)
- 2008: Scylla & Charybdis (Cross Fade Enter Tainment)
- 2010: A World of My Own (Restroom Records)
- 2012: Traumspiel (Tigerbeat6)
- 2015: Invocation of the Demon Twin Vol. 1 (mit Triames; Giallo Disco)
- 2017: Grim Zenith EP (V I S)
- 2019: Hectic Shakes (Alter)
- 2021: 044 (Hilf Dir Selbst!) (AD 93)
- 2022: Leaving Time (Super Hexagon Records)